# Código Aztec

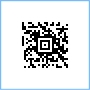
Codificação: "Este é um exemplo de símbolo Aztec para a Wikipedia."

Código Aztec é um tipo de código de barras em matriz bidimensional, inventado por Andrew Longacre, Jr. da Welch Allyn Inc. (correntemente, Hand Held Products Inc.) em 1995. O código foi publicado pela AIM International em 1997 e embora seja patenteado, foi liberado para domínio público.

## Codificação

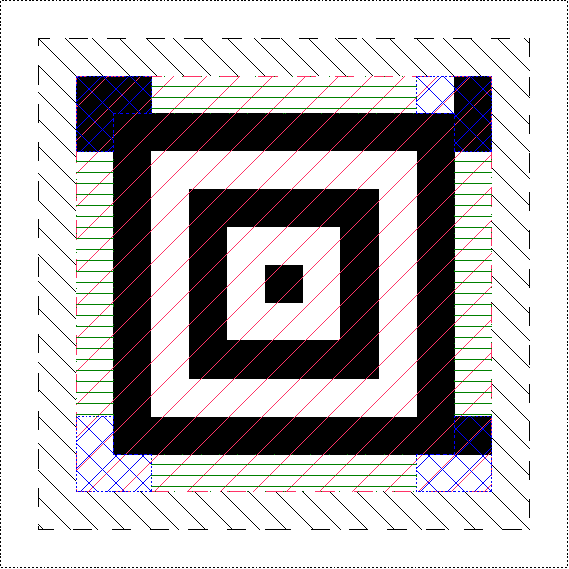
Exemplo de um código Aztec, com descrição detalhada de sua construção. As linhas vermelhas diagonais representam o núcleo, a nota azul indica os padrões, as barras verdes mostram o procedimento de designação e os códigos de correção de erros, enquanto as linhas pretas representam a primeira camada de dados. A ausência de hachuras indica a segunda camada de dados. Este tipo de código é utilizado em diversas aplicações para acomodar informações compactas.

O símbolo é construído numa grelha quadrada com um padrão "olho de boi" ao centro para colocação do código. Os dados são codificados numa série de círculos ao redor do padrão olho de boi. Cada círculo adicional circunda completamente o círculo precedente fazendo com que o símbolo cresça em tamanho a medida que mais dados são codificados. Um módulo escuro representa o binário 1 e um módulo claro o binário 0. O código independe de orientação.
O menor símbolo em código Aztec é um quadrado de 15x15 módulos, e o maior mede 151x151. O menor símbolo Aztec codifica 13 caracteres numéricos ou 12 caracteres alfabéticos, enquanto o maior codifica 3832 caracteres numéricos, 3067 caracteres alfabéticos ou 1914 bytes de dadoso. Não é necessário o uso de uma área vazia fora dos limites do símbolo.
O nível da correção de erro Reed–Solomon é configurável, de 5% a 95% da região de dados. O nível recomendável é de 23% da capacidade do símbolo, mais palavras-código.

## Conjunto de caracteres
1. Todos os valores de 8 bits podem ser codificados. A interpretação padrão deverá ser:
  1. para valores 0 - 127, ANSI X3.4 (isto é, ASCII) e
  2. para valores 128 - 255, ISO 8859-1: Alfabeto Latino No. 1.
Isto corresponde ao ECI 000003.
2. Dois caracteres não-dados podem ser codificados, FNC1 para compatibilidade com algumas aplicações existentes e ECI, seqüência de escape para a codificação padronizada de mensagem de interpretação de informação.

## Uso
O código de barras Aztec é usado pela Deutsche Bahn e pelas Ferrovias Federais da Suíça para passagens vendidas online e impressas pelos usuários. O código de barras é lido pelo bilheteiro no trem com um scanner manual, para validar a passagem.